# 第5工兵連隊 (フランス軍)
第5工兵連隊（だいごこうへいれんたい、5e régiment du génie：5e RG）は、イヴリーヌ県ヴェルサイユに駐屯する、工兵旅団隷下のフランス陸軍の工兵連隊である。2010年に解隊された。
兵種は工兵、伝統的区分も工兵である。
フランス陸軍唯一の鉄道工兵部隊である。

## 沿革
- 1889年：第5工兵連隊（鉄道工兵）が編成される。
- 1999年：独立工兵旅団隷下となる。

## 最新の部隊編成
- 連隊本部
- 本部管理中隊
- 管理支援中隊
- 第1工兵中隊 - （保線）
- 第2工兵中隊 - （作業、ムーメロン駐屯地）
- 第3工兵中隊 - （作業、カンジュール駐屯地）
- 第5工兵中隊 - （保線重器材）
- 第6工兵中隊 - （予備訓練、プロッテ駐屯地）

## 連隊の任務
連隊は、重資器材を用いて、鉄道建設・修理・運転及びその破壊、並びに自動車道路整備を行い円滑な交通路を提供することにある。

## 主要装備
- GIAT BM92-G1
- FA-MAS
- AA-52
- 12.7mm重機関銃
- MPG（多目的工兵車、バケットローダー）
- MAT（車両渡河資材）
- EMAD (ショベルドーザ)
- GPL (汎用クレーン車)
- SOUVIMローダ
- VAB
- VAL
- P4
- TRM 4000